# Slowenisches Alphabet

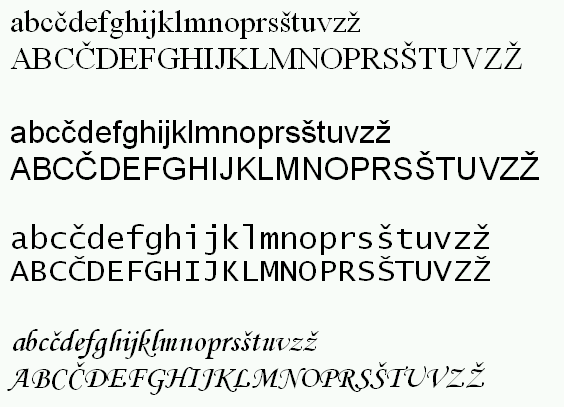
Slowenisches Alphabet (in den Schriften Times New Roman, Arial, Lucida Console und Monotype Corsiva)

Das Slowenische Alphabet ist eine Variante des lateinischen Alphabets für die Slowenische Sprache. Es löste im 19. Jahrhundert die auf Deutscher Schrift basierende Bohoričica ab und wurde aus der kroatischen Gajica abgeleitet, weshalb auch die slowenische Schreibung Gajica genannt wird.
Das Slowenische Alphabet enthält 25 Buchstaben. 
a, b, c, č, d, e, f, g, h, i, j, k, l, m, n, o, p, r, s, š, t, u, v, z, ž,
A, B, C, Č, D, E, F, G, H, I, J, K, L, M, N, O, P, R, S, Š, T, U, V, Z, Ž.
In der Wikipedia werden die Buchstaben Č, Š, Ž folgendermaßen kodiert:
- Č: &#268; (groß), &#269; (klein)
- Š: &#352; (groß), &#353; (klein)
- Ž: &#381; (groß), &#382; (klein)

Ausgesprochen werden sie so:
- Č wie deutsches tsch in „klatschen“,
- Š wie deutsches sch in „schade“,
- Ž wie (französisches) g in „Garage“.

Weil man Fremdnamen in slowenischer Sprache nicht transkribiert, sondern in der Originalversion übernimmt, sind weitere Schriftzeichen aus dem lateinischen Alphabet verwendet – dadurch entsteht die erweiterte Version des slowenischen Alphabets. Diakritische Zeichen (wie z. B. ä, ö, ü, ç, ê, ñ, ř etc.) stehen im slowenischen Alphabet einfach in der Reihenfolge, als ob sie keine Sonderzeichen wären. Nur ć und đ folgen – wie im Kroatischen und Bosnischen – erst nach č und d. Dementsprechend ist die Reihenfolge aller Buchstaben, die in slowenischer Sprache verwendet werden, wie folgt:
A B C Č (Ć) D (Đ) E F G H I J K L M N O P (Q) R S Š T U V (W) (X) (Y) Z Ž

## Belege
1. ↑  eingeschränkte Vorschau in der Google-Buchsuche